# Giannutri
Giannutri es una pequeña isla situada en el mar Mediterráneo próxima a la costa italiana de Toscana. Administrativamente pertenece al municipio de Isola del Giglio.

## Geografía
Situada en el mar Tirreno, Giannutri constituye la isla que se localiza más al sur dentro del archipiélago Toscano. Su forma recuerda a una media luna. Se caracteriza por la presencia de tres cumbres: "Capel Rosso", "Sube Mario" y "Poggio del Cannone". Su costa Este está recortada y contiene tres bahías, "Cala Volo di Notte" y "Cala dello Spalmatoio" (ambas en el nordeste) y "Cala Maestra" (en el noroeste). A lo largo de la costa se encuentran numerosas cuevas. La más conocida es la cueva "Banquete dei Grottoni" en el sur de la isla.

## Clima
El clima es particularmente dulce en invierno, por lo que varias plantas tropicales prosperan en esta isla (euphorbia, palmeras y orquídeas salvajes...).

## Patrimonio cultural
Dentro de su atracción turística, se incluye la Villa Domizia, una antigua villa romana ubicada en la playa, y que data del siglo I d. C.

## Galería de imágenes

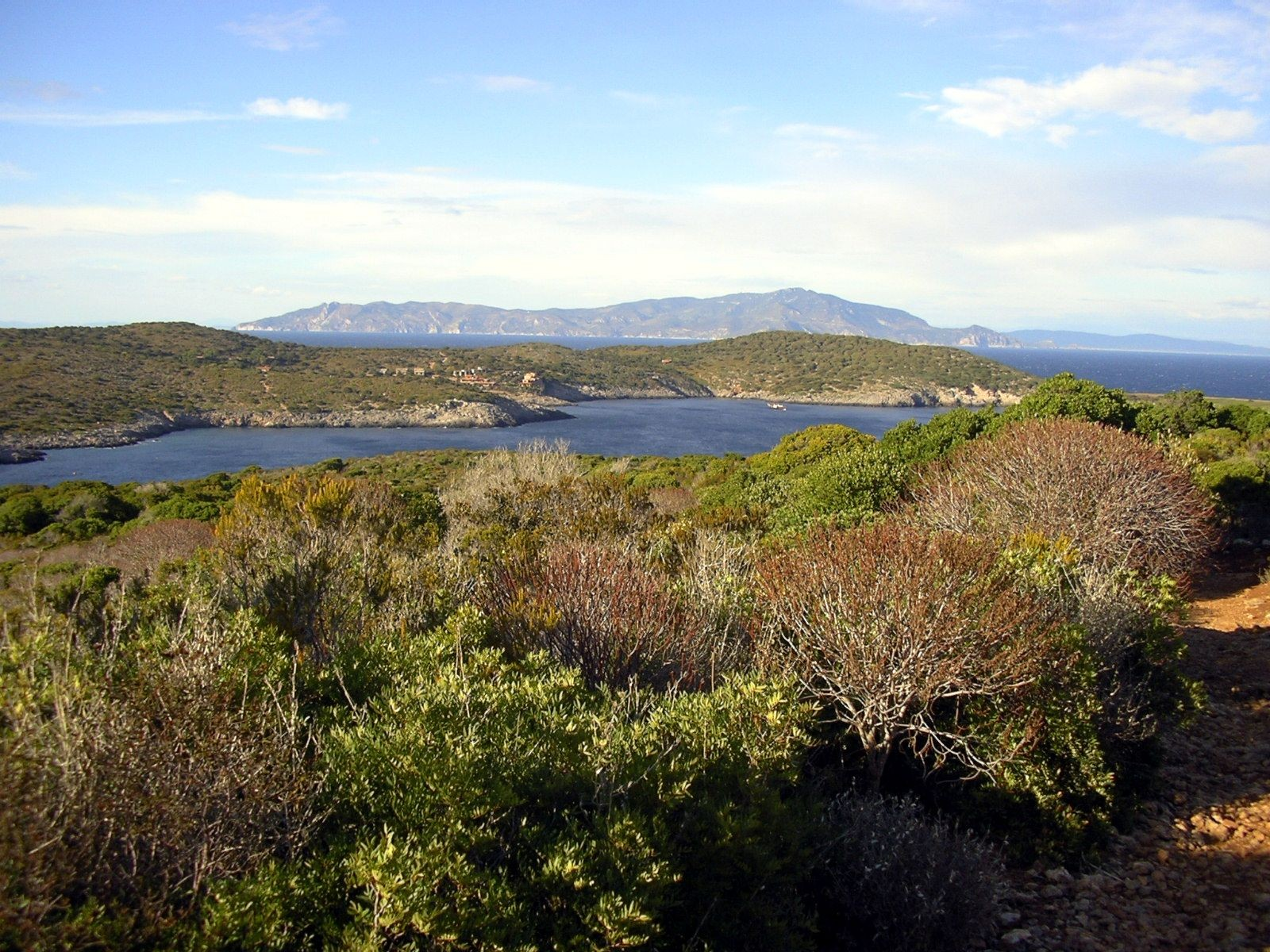
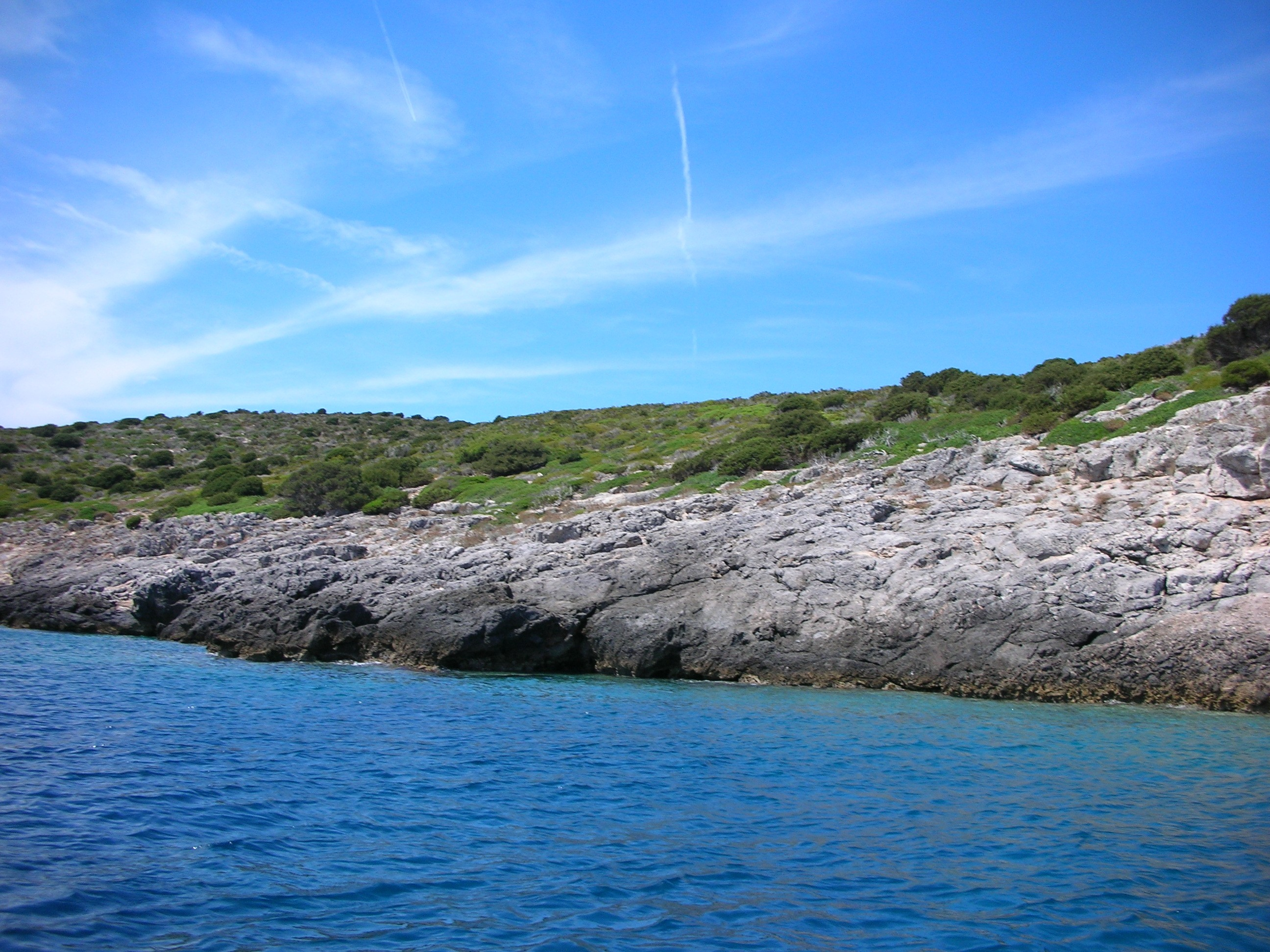
Costa de Giannutri
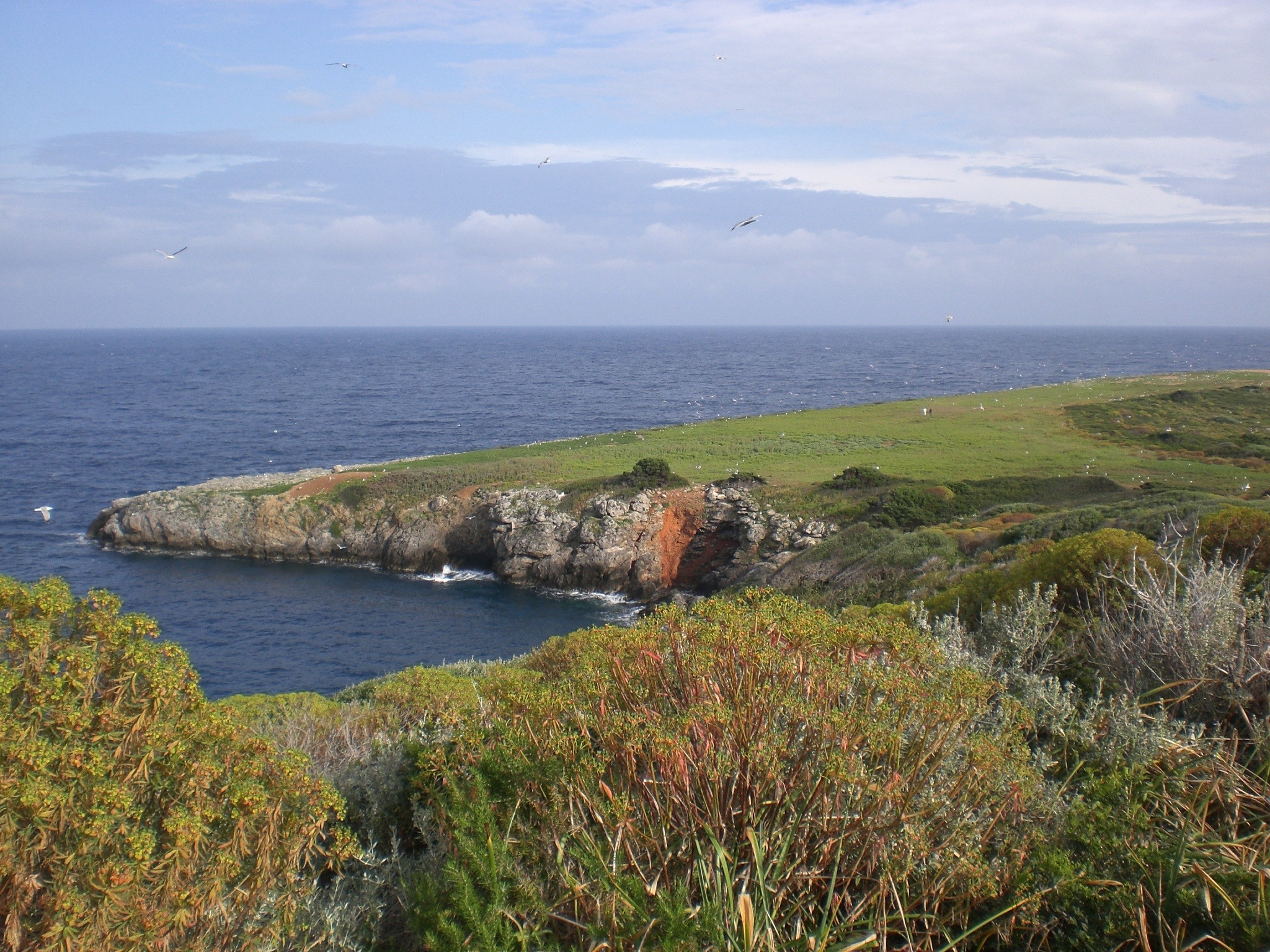
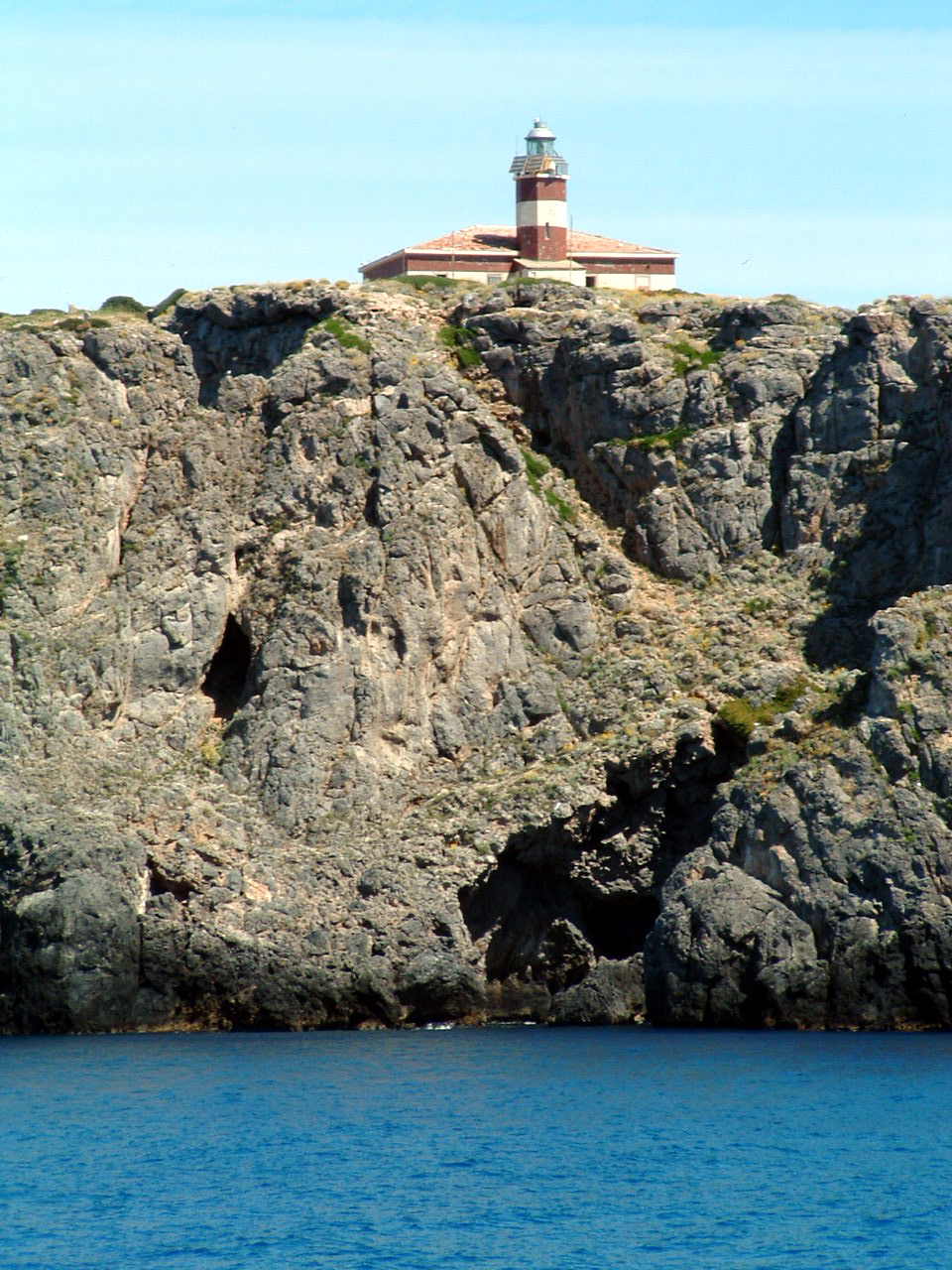
Faro de Giannutri

- Datos: Q19378
- Multimedia: Giannutri island / Q19378